# 比滕峰
46°34′38″N 7°51′53″E / 46.57722°N 7.86472°E
比滕峰（德語：Bietenhorn）是瑞士伯恩州的山峰，位於該國南部，屬於伯尔尼山的一部分，海拔高度2,756米，每年平均降雨量1,703毫米。

## 外部連結
- Bietenhorn on Hikr （页面存档备份，存于）